# Большая Вая
Большая Вая — река в России, протекает по Красновишерскому району Пермского края. Устье реки находится в 223 км по правому берегу реки Вишера. Длина реки составляет 30 км.

## Течение
Исток реки на отрогах Северного Урала в 22 км к северо-востоку от посёлка Вая. Река течёт на юг и юго-запад, всё течение кроме низовий проходит по ненаселённой местности, среди холмов, покрытых тайгой. Течение — быстрое, в верховьях носит горный характер. Приток — Встречная Вая (правый). Впадает в Вишеру у посёлка Вая. Ширина реки у устья около 30 метров, скорость течения — 0,8 м/с.

## Данные водного реестра
По данным государственного водного реестра России относится к Камскому бассейновому округу, водохозяйственный участок реки — Кама от водомерного поста у села Бондюг до города Березники, речной подбассейн реки — бассейны притоков Камы до впадения Белой. Речной бассейн реки — Кама.
Код объекта в государственном водном реестре — 10010100212111100004600.